# Diadegma gracile
Diadegma gracile là một loài tò vò trong họ Ichneumonidae.